# Kolej linowa w Montserrat

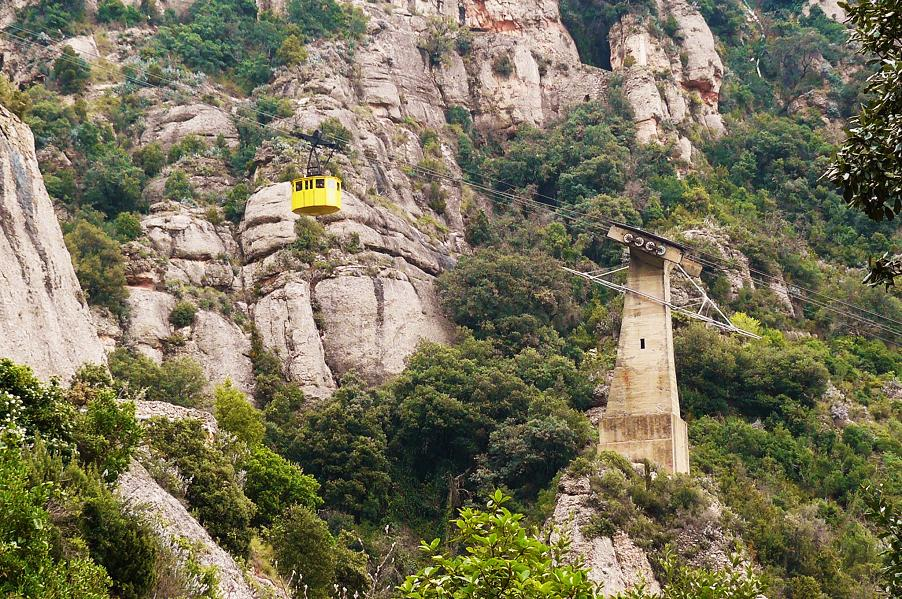
Kolej linowa Montserrat Aeri - środkowa część linii z żelbetową podporą

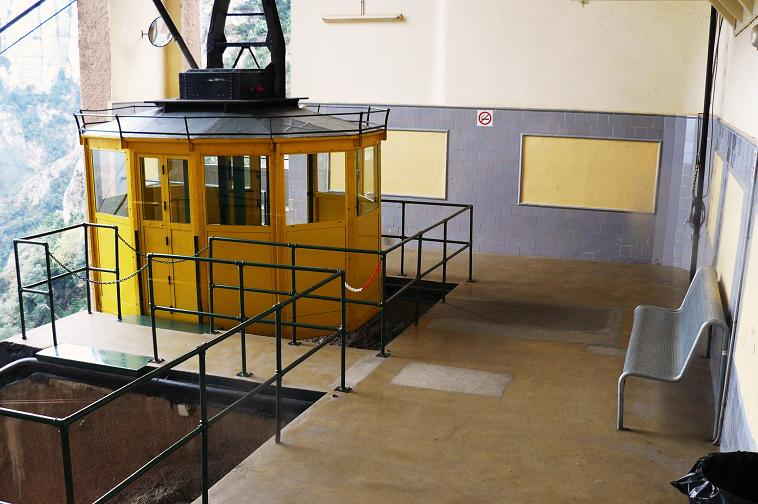
Kolej linowa Montserrat Aeri - górna stacja nieopodal klasztoru

Kolej linowa w Montserrat (kat. Aeri de Montserrat) – górska kolej linowa w Katalonii (Hiszpania), łącząca stację kolejową Montserrat Aeri (oraz rozległy parking) z klasztorem i sanktuarium w Montserrat. Znajduje się w górach Montserrat na obrzeżach aglomeracji Barcelony.

## Geneza
Kolej  została otwarta 17 maja 1930 r. w celu zapewnienia szybkiego i bezpiecznego połączenia kompleksu klasztorno-sanktuaryjnego w Montserrat z uruchomioną w 1922 r. linią kolejową w dolinie, prowadzącą z Barcelony do Manresy. Impulsem do budowy kolei linowej był gwałtownie wzrastający ruch pielgrzymkowy w tamtym okresie (obecnie jest to około 2,5 miliona osób rocznie).
Kolej została zaprojektowana i zbudowana przez największą w tym czasie firmę na świecie, specjalizującą się w kolejach linowych, jaką była Adolf Bleichert & Co., Personen-Drahtseilbahnbau GmbH z Lipska. Prace budowlane ruszyły w październiku 1928 r., a pierwsze uruchomienie maszynerii miało miejsce 23 grudnia 1929 r.
Pierwotnie czas jazdy wynosił ok. 8 minut. Dopiero w 1950 r. zwiększono prędkość jazdy do obecnych 5 m/s (18 km/godz.), co skróciło czas jazdy do 5 minut. W 2004 r. kolej obsłużyła 188 tys. pasażerów, zaś w ciągu pierwszych 75 lat funkcjonowania przewiozła łącznie 13,7 mln pasażerów.

## Dane techniczne
- długość linii – 1350 m;
- dolna stacja - 139 m n.p.m.;
- górna stacja - 683 m n.p.m.;
- przewyższenie – 544 m;
- maksymalny kąt nachylenia – 45°;
- prędkość jazdy – 5 m/s;
- czas jazdy – około 5 minut;
- tabor – dwa wagony z 1930 r., każdy o pojemności 35 pasażerów, malowane na kolor żółty.

## Okolica i zespół zabytków kolejnictwa
Z górnej stacji rozpościera się daleka panorama okolic sanktuarium wraz ze skalistym grzbietem górskim Montserrat. Kolej linowa tworzy zespół zabytków techniki kolejowej w Montserrat wraz z:
- koleją zębatą – Cremallera de Montserrat (ze stacji Monistrol de Montserrat)
- funikularem – Funicular de la Santa Cova – prowadzącym do miejsca znalezienia figury Matki Boskiej (grota)
- funikularem – Funicular de Sant Joan – prowadzącym do dawnych grot pustelników.